# Liste der Baudenkmäler in Weilerswist
Die Liste der Baudenkmäler in Weilerswist enthält die denkmalgeschützten Bauwerke auf dem Gebiet der Gemeinde Weilerswist im Kreis Euskirchen in Nordrhein-Westfalen (Stand: 31. Dezember 2010). Diese Baudenkmäler sind in der Denkmalliste der Gemeinde Weilerswist eingetragen; Grundlage für die Aufnahme ist das Denkmalschutzgesetz Nordrhein-Westfalen (DSchG NRW).

Die Liste ist nach Stadtbezirken sortiert.
| Stadtbezirk                                                         | Liste                                                    |
| ------------------------------------------------------------------- | -------------------------------------------------------- |
| Weilerswist (Weilerswist und Neuheim)                               | siehe Liste der Baudenkmäler in Weilerswist und Neuheim  |
| Vernich (Großvernich, Kleinvernich und Horchheim)                   | siehe Liste der Baudenkmäler in Vernich                  |
| Metternich                                                          | siehe Liste der Baudenkmäler in Metternich (Weilerswist) |
| Müggenhausen (Müggenhausen, Schwarzmaar und Neukirchen)             | siehe Liste der Baudenkmäler in Müggenhausen             |
| Lommersum (Lommersum und Bodenheim)                                 | siehe Liste der Baudenkmäler in Lommersum                |
| Hausweiler-Derkum (Hausweiler, Derkum, Ottenheim und Schneppenheim) | siehe Liste der Baudenkmäler in Hausweiler-Derkum        |